# Montenapoleone
Montenapoleone is een metrostation in de Italiaanse stad Milaan dat werd geopend op 3 mei 1990 en wordt bediend door lijn 3 van de metro van Milaan.

## Geschiedenis
In het metroplan van 1952 was de noord-zuidlijn 3 opgenomen die dwars onder de historische binnenstad zou lopen. De bouw van lijn 3 begon in 1981 waarbij in de binnenstad een dubbeldekstunnel werd gebouwd om te vermijden dat de metro onder gebouwen door moest. De dubbeldekstunnel ligt in de Milanese modewijk onder de Via Alessandro Manzoni en het station werd dan ook aanbesteed onder de naam Manzoni. De verdeelhal werd met de open bouwput methode gebouwd onder de Via Croce Rossa. Op 3 mei 1990 werd de metrodienst tussen Duomo en Centrale FS gestart en werd het station genoemd naar de zijstraat met vele modehuizen en prestigieuze winkels, de Via Monte Napoleone. Omdat de metrostellen niet kunnen keren bij Duomo reed in iedere tunnelbuis een metrostel op en neer tot op 16 december 1990 ook het deel ten zuiden van Duomo bereden kon worden.   

## Ligging en inrichting
De verdeelhal ligt ten westen van de tunnels en heeft toegangen aan de Via Manzoni aan de oostkant en de Via dei Giardini aan de westkant. Rolstoelgebruikers kunnen via een lift in de gevel van het gebouw van Armani de verdeelhal bereiken. Achter de toegangspoortjes kunnen de ondergrondse hallen naast de perrons met liften en roltrappen worden bereikt. Deze hallen liggen naast de perrons die aan de westkant van de sporen in de dubbeldekstunnel liggen. De hal en het perron voor de metro's naar het noorden liggen op niveau -3, voor de metro's naar het zuiden liggen ze op niveau -4. De vrij smalle gangen rond de roltrappen alsmede de perronwanden zijn afgewerkt met zwarte stenen blokken terwijl de plafonds zijn afgewerkt met een raster in de lijnkleur geel. De Via Croce Rossa werd bij de bouw van het station omgebouwd tot een autovrij stadsplein met bomen en een siertrap van de hand van Aldo Rossi. Ongeveer 100 meter ten zuiden van het station bevindt zich het Poldi Pezzolimuseum en nog een stukje verder staat de Scala.

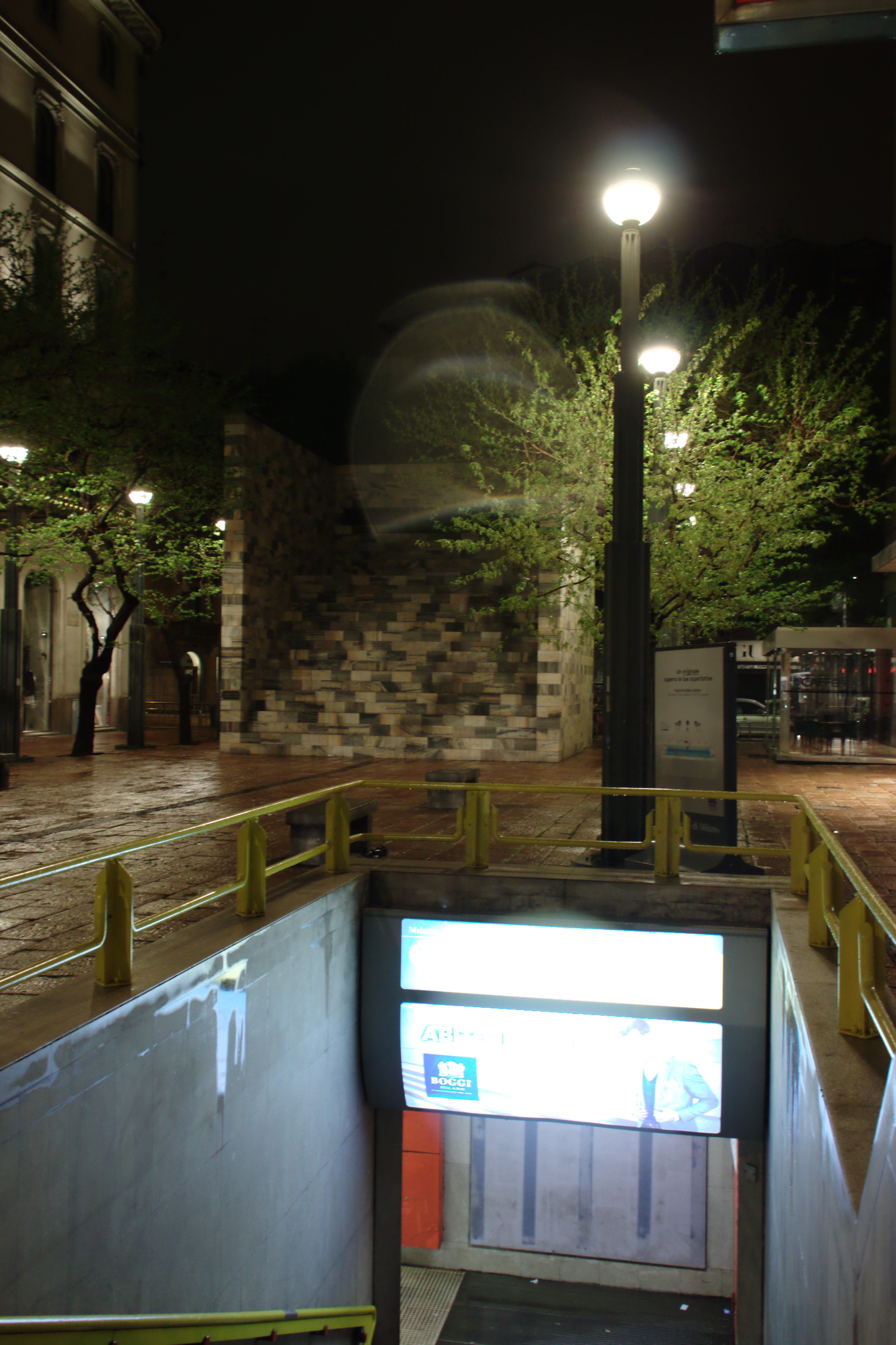
De noordoostelijke toegang met op de achtergrond de siertrap van Rossi
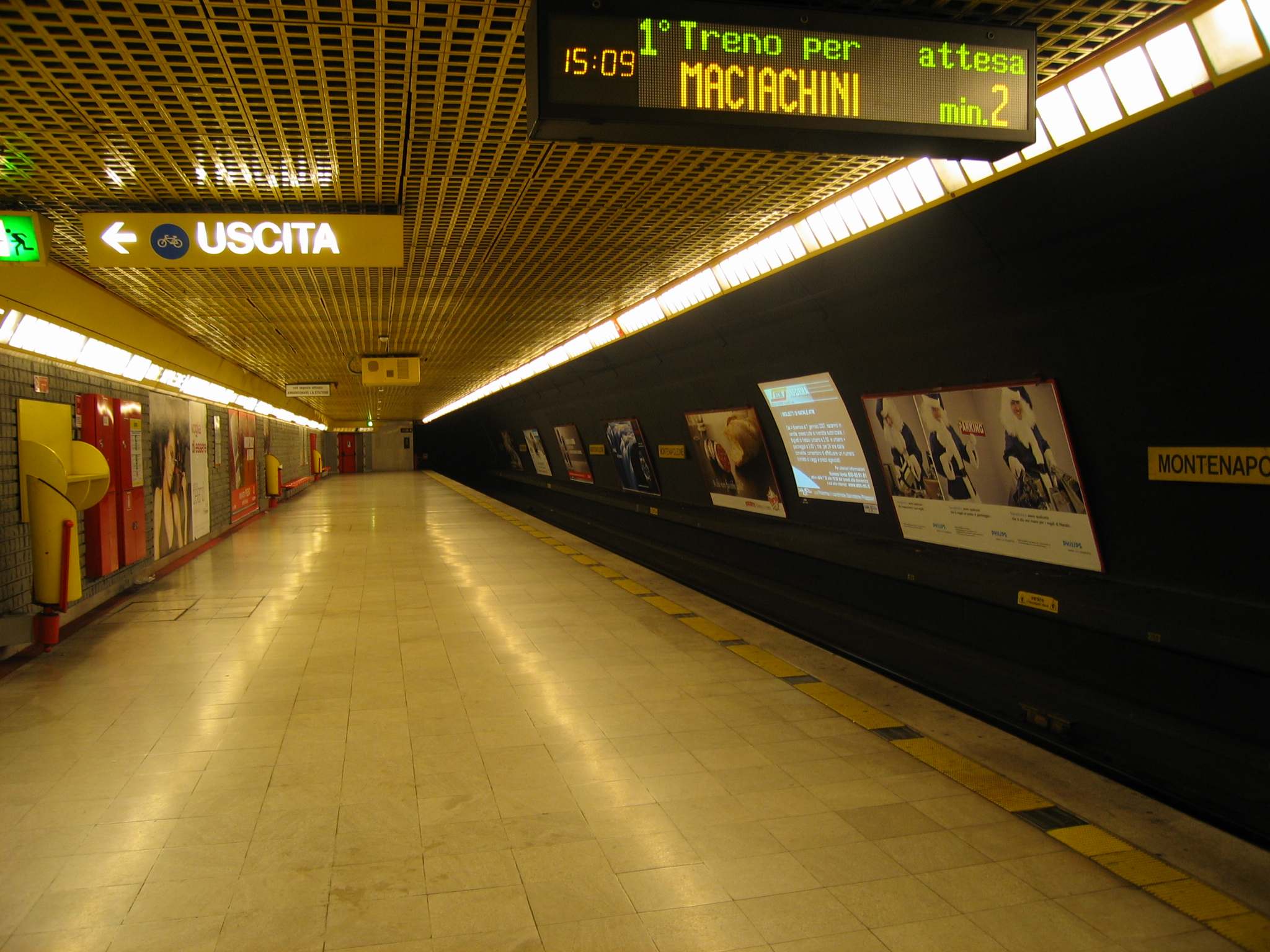
IB metro-Milano Linea3 Montenapoleone - Het bovenste perron